# The Girl I Left Behind Me (Gemälde)
The Girl I left behind me (deutsch Das Mädchen, das ich zurückließ) ist ein Ölgemälde aus dem Jahr 1875 von Eastman Johnson, auf dem ein auf einem Hügel im Wind stehendes Mädchen abgebildet ist. Laut Elizabeth Broun, der Direktorin des Smithsonian American Art Museum in Washington, D.C., ist es eines der ausdrucksstärksten Porträtbilder der amerikanischen Kunst des 19. Jahrhunderts.

## Bildbeschreibung
Im Zentrum des Bildes steht eine im Profil dargestellte junge Frau in einer stürmischen Landschaft und blickt auf die Ebene hinaus. Sie trägt einen dunklen, im Wind wehenden Mantel mit rotem Mantelfutter, der über die Knie reicht, sowie hohe schwarze Schuhe. Mit den vor die Brust gelegten Händen hält sie zwei Bücher sowie einen dunkelbraunen Hut, der vor ihrem Bauch hängt. An der linken Hand trägt das junge Mädchen einen Ring, wahrscheinlich einen Ehering. Die braunroten Haare werden vom Wind verweht.
Den Hintergrund bildet eine Hügellandschaft, in der diese Szene situiert ist. Das obere Drittel wird dabei vom grau-weißen Himmel eingenommen, der am Horizont in die graue Ebene übergeht. Bis auf einen Weidezaun sind dort keine Details zu erkennen. Das Mädchen selbst steht auf einem erhöht liegenden sandgelben Weg, der zur vorderen rechten Ecke hin in eine spärliche Ruderalvegetation übergeht.
Die Signatur des Künstlers E Johnson befindet sich in der rechten unteren Ecke auf dem Weg, der hier abgeschnitten wird.

## Hintergrund
Das Gemälde entstand 1875 und ist nach einem gleichnamigen englischen Volkslied mit dem folgenden Text benannt:
I seek for one as fair and gay,

But find none to remind me

How blest the hours pass’d away

With the girl I left behind me.

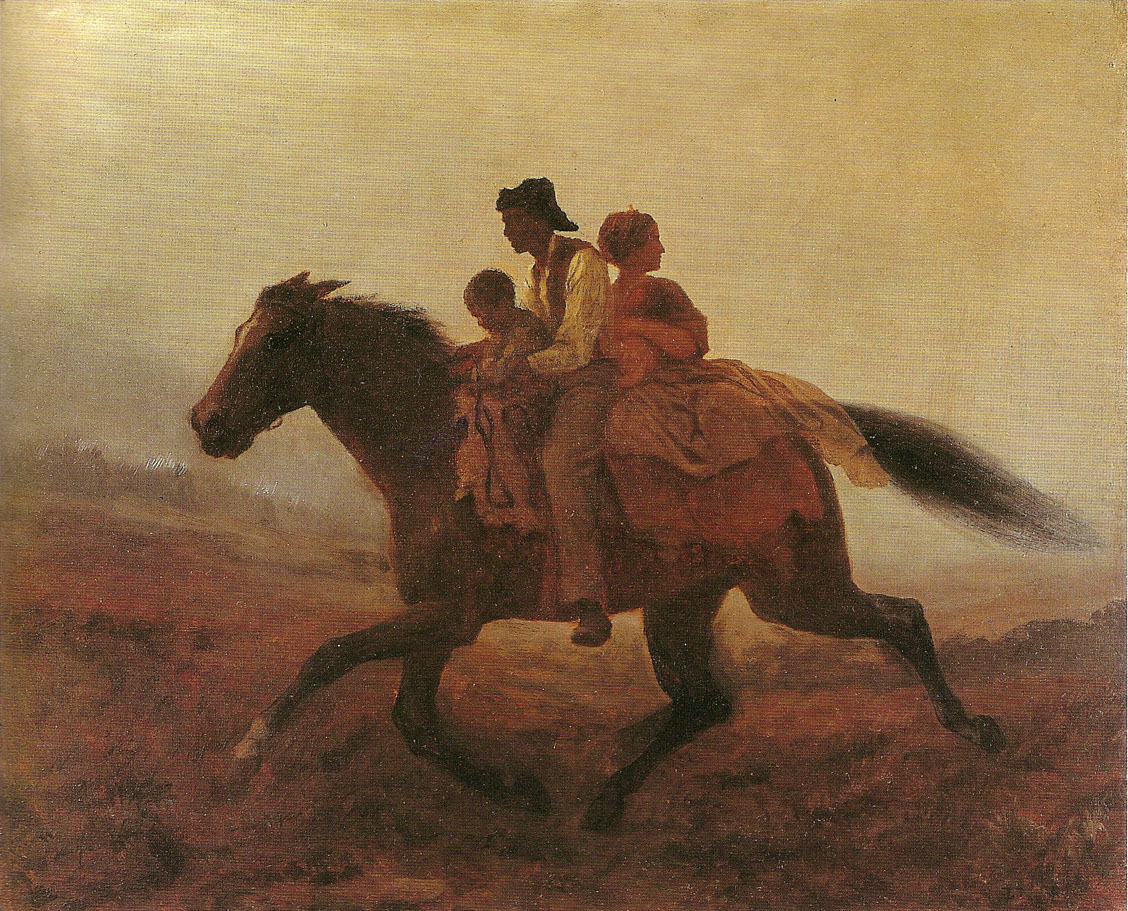
A Ride for Liberty — The Fugitive Slaves

Dieses Lied, dessen älteste Veröffentlichung aus dem Jahr 1791 stammt, wurde im Amerikanischen Bürgerkrieg zu einer populären Ballade der Armeeangehörigen der Nordstaaten (Yankees), die in etlichen unterschiedlichen Varianten und mit verschiedenen Strophen gesungen wurde. Eastman Johnson war nicht als Soldat an dem Krieg beteiligt, begleitete allerdings die Unionstruppen unter General McClellan und wurde 1862 Zeuge der Zweiten Schlacht am Bull Run bei Manassas, Virginia. In mehreren nachfolgenden Arbeiten beschäftigte er sich mit diesen Erfahrungen, insbesondere in dem Bild A Ride for Liberty — The Fugitive Slaves von 1862, auf dem eine schwarze Familie auf der Flucht in die Freiheit dargestellt ist. In dem Bild The Girl I left behind me ist die Verknüpfung allerdings nur durch den von ihm verliehenen Titel ersichtlich, Elizabeth Broun bringt allerdings die Frage auf, ob der im Hintergrund dargestellte Himmel nicht durch den Rauch und Qualm der Kanonen verdunkelt sein könnte.

## Provenienz
Eastman Johnson hat das Gemälde zu seinen Lebzeiten nicht verkauft, es wurde entsprechend nach seinem Tod am 5. April 1906 bei ihm gefunden. In den Jahren 1875 und 1876 zeigte er es jedoch in mehreren Ausstellungen in Chicago, Brooklyn und Philadelphia. Nach dem Tod Johnsons ging es in den Besitz der Erben über und wurde nach dem Tod von Ralph Cross Johnson 1907 durch dessen Ehefrau Alexander Hamilton Rice an das Smithsonian American Art Museum verkauft.